# Marc Brunet (acteur)
Pour les articles homonymes, voir Marc Brunet et Brunet.
 (novembre 2019).
Si vous disposez d'ouvrages ou d'articles de référence ou si vous connaissez des sites web de qualité traitant du thème abordé ici, merci de compléter l'article en donnant les références utiles à sa vérifiabilité et en les liant à la section « Notes et références ».
Marc Brunet est un acteur, narrateur, metteur en scène et adaptateur français né le 10 novembre 1952 à Paris.

## Biographie
Après avoir travaillé comme ouvrier à la chaîne puis maçon, il commence sa carrière de comédien à La Cartoucherie de Vincennes, au Théâtre de l'Épée de Bois au tout début des années 1980. Depuis, il a joué plusieurs dizaines de pièces de théâtre et interprété de nombreux rôles au cinéma et à la télévision.
On entend également très régulièrement sa voix dans de nombreux documentaires sur des chaînes comme Arte, France 5, National Geographic, Planète…
Bien que l'activité de comédien soit son activité principale, il a plusieurs mises en scène à son actif, notamment Nuit gravement au salut adaptation du roman de Henri-Frédéric Blanc, Fenêtre sur jungle du même auteur, Glaucus et Scylla, un opéra de Jean-Marie Leclair.
En 2010, il adapte et joue le roman de Jean Teulé, Les Lois de la gravité avec Hélène Vauquois et Christian Neupont.

### Mandats politiques
De 2003 à 2020, Marc Brunet est adjoint au maire de Fontenay-sous-Bois délégué à la culture, sous l'étiquette Europe Écologie Les Verts.
Depuis juillet 2017, il est membre du bureau de la Fédération nationale des collectivités territoriales pour la culture (FNCC).

## Filmographie

### Cinéma
- 1986 : Le Môme d'Alain Corneau
- 1986 : Le Moustachu de Dominique Chaussois
- 1987 : Les Keufs de Josiane Balasko
- 1987 : Si le soleil ne revenait pas de Claude Goretta
- 1990 : Le Brasier d'Éric Barbier
- 1991 : Mensonge de François Margolin
- 1991 : La Gamine d'Hervé Palud
- 1993 : Le Fils du requin d'Agnès Merlet
- 1994 : Un Indien dans la ville d'Hervé Palud
- 1997 : Que la lumière soit ! d'Arthur Joffé
- 1997 : Marie Baie des Anges de Manuel Pradal
- 2001 : La Vie nue de Dominique Boccarossa
- 2002 : Aime ton père de Jacob Berger
- 2003 : Le Pharmacien de garde de Jean Veber
- 2003 : Tristan de Philippe Harel
- 2004 : Ne quittez pas ! d'Arthur Joffé
- 2006 : Darling de Christine Carrière
- 2010 : Avant l'aube de Raphaël Jacoulot
- 2012 : Dans la tourmente de Christophe Ruggia
- 2012 : Les Lendemains de Bénédicte Pagnot
- 2015 : Comment c'est loin d'Orelsan
- 2017 : La Mélodie de Rachid Hami
- 2017 : Corps étranger de Raja Amari : Jacques
- 2018 : L'amour est une fête de Cédric Anger
- 2023 : Les Algues vertes de Pierre Jolivet
- 2023 : Le Temps d'aimer de Katell Quillévéré : le maire du mariage

### Télévision
- 1987 : Les Enquêtes du commissaire Maigret, épisode : M. Gallet décédé de Georges Ferraro
- 1991 : Cas de divorce, épisode 96
- 1992 : Navarro, épisode Les Enfants de nulle part : Milo Rasdka
- 1996 : Les Cordier juge et flic, épisode Comité d'accueil : l'agent de sécurité
- 1997 : Les Cordier juge et flic, épisode Le Petit Frère : l'officier BRI
- 2000 : Julie Lescaut, épisode 3 saison 9, Les Surdoués de Stéphane Kurc : le capitaine des pompiers
- 2000 : Navarro, épisode Ne pleurez pas Jeannette : le capitaine de gendarmerie
- 2001 : Les Cordier juge et flic, épisode Mort d'un avocat : Charles Morel
- 2001 : Une femme d'honneur, épisode Mort programmée : Henri Baselli
- 2003 : L'Instit, épisode 7 x 04, La Main dans la main de Roger Kahane : Michel
- 2017 : Glacé de Laurent Herbiet

## Voix off

### Documentaires
- 1994 : Des éléphants et des hommes (Télé Images, Tigress Productions Ldt)
- 1997 : Les Derniers paradis sur Terre (ABC, Kane Productions International, Partridge Films)
- 1999 : Au cœur de la nature (Wildlife explorer, 10 x 26 minutes, Independent Wildlife, Partridge Films)
- 2004 à 2018 : La Minute de vérité (National Geographic Chanel, Direct 8, RMC Découverte et Numéro 23)
- 2005 : Huaorani, le peuple de la forêt (MC4, France 5, Planète)
- 2006 : Sur les traces de l'Arche de Noé (National Geographic, Film Production)
- 2007 : Les Ailes de la Guerre : Vietnam, le jour le plus sanglant (A & E Television Networks)
- 2007 : 1983, au bord de l'apocalypse (Arte)
- 2008 : Québec, Vancouver - Voyage chez nos cousins canadiens (France 5, Équipage)
- 2010 :  Terres Indiennes (Arte)
- 2011 : La Magie du Cosmos (Arte)
- 2011 : Ötzi, la momie des glaces (National Geographic)
- 2011 : Toute la vérité sur les Crâne de Crystal (National Geographic Channel)
- 2011 : Kuarup, la joie du soleil (Anako Productions, Marathon)
- 2012 : Jours de fête chez les Zemi (Anako Productions)
- 2012 : Les Hommes de Waghi (Anako Productions)
- 2012 : Ours des glaces (Arcadia Entertainment, National Geographic Channel)

## Doublage
- 1998 : Dark Project : La Guilde des voleurs : Ramirez
- 2001 : Tristan et le Mystère du Dragon : Sakar, l'alchimiste, Frère Thomas, un templier, l'évêque
- 2006 : The Secrets of Da Vinci : Le Manuscrit interdit : Saturnin
- 2007 : Ushuaïa, le jeu : À la poursuite des biotrafiquants : divers personnages
- 2007 : Clifford : Sur l'île de Birdwell : Clifford, Manny et l'inspecteur Lewis
- 2013 : League of Legends : Zac
- 2014 : Heroes of the Storm : Malfurion
- 2023 : Final Fantasy XVI : voix additionnelles
- 2024 : Final Fantasy VII Rebirth : voix additionnelles